# Рендшмидт, Эльза
Э́льза Ре́ндшмидт (нем. Elsa Rendschmidt, 11 января 1886 — 9 октября 1969) — фигуристка из Германии, серебряный призёр летней Олимпиады 1908 года, серебряный призёр чемпионатов мира 1908 и 1910 годов, чемпионка Германии 1911 года. Эльза Рендшмидт стала первой фигуристкой Германии, завоевавшей олимпийскую медаль. В 1911 году она стала первой чемпионкой Германии по фигурному катанию среди женщин.

## Спортивные достижения
| Соревнование        | 1906 | 1907 | 1908 | 1909 | 1910 | 1911 |
| ------------------- | ---- | ---- | ---- | ---- | ---- | ---- |
| Зимние Олимпиады    |      |      | 2    |      |      |      |
| Чемпионаты мира     | 4    | 4    | 2    |      | 2    |      |
| Чемпионаты Германии |      |      |      |      |      | 1    |